# Mississippi (Bundesstaat)
Mississippi (engl. Aussprache [ˌmɪsɪˈsɪpi]) ist ein Bundesstaat der Vereinigten Staaten von Amerika und Teil der Südstaatenregion. Der Staat hat seinen Namen vom Mississippi River, dem bedeutendsten Fluss des Landes, dessen Name sich aus der Sprache der Anishinabe herleitet und „großer Fluss“ bedeutet. Der Beiname Mississippis ist Magnolia State – Magnolienstaat.
Mississippi grenzt im Norden an Tennessee, im Osten an Alabama, im Süden an den Golf von Mexiko, im Südwesten an Louisiana und im Nordwesten an Arkansas. Die westliche Grenze Mississippis wird größtenteils durch den Mississippi River bzw. seinen historischen Verlauf bestimmt. Mississippi ist der flächenmäßig 32. größte und der 35. bevölkerungsreichste der 50 US-Bundesstaaten. Er liegt fast vollständig in der östlichen Golfküstenebene und besteht im Allgemeinen aus Tiefebenen und niedrigen Hügeln. Im gesamten Staatsgebiet herrscht ein feuchtes subtropisches Klima. Die Hauptstadt ist Jackson, die gleichzeitig auch die größte Stadt und Metropolregion des Staates ist, mit einer Bevölkerung von 591.978 im Jahr 2020. Weitere wichtige Städte sind Gulfport und Biloxi an der Golfküste, Southaven an der Grenze zu Memphis (Tennessee), sowie Hattiesburg, Tupelo, Meridian und Greenville. 
Die Geschichte des Bundesstaates lässt sich bis etwa 9500 v. Chr. zurückverfolgen, als die Paläo-Indianer eintrafen. Sie durchliefen verschiedene Perioden, die von der Entwicklung landwirtschaftlicher Gesellschaften, dem Aufstieg der Hügelgräber und der Blütezeit der Mississippi-Kultur geprägt waren. Die europäische Erkundung begann mit den Spaniern im 16. Jahrhundert, gefolgt von der französischen Kolonisierung ein Jahrhundert später. Die strategisch günstige Lage am Mississippi machte die Region zu einem wirtschaftlich und strategisch wichtigen Standort, vor allem in der Ära der Baumwollplantagen, die vor dem Bürgerkrieg zu Reichtum führten, aber auch die Sklaverei und die Rassentrennung verfestigten. Am 10. Dezember 1817 wurde Mississippi als 20. Staat in die Union aufgenommen. Bis 1860 war Mississippi der Staat mit der höchsten Baumwollproduktion der Nation, und 55 % der Bevölkerung waren Sklaven. Mississippi erklärte am 9. Januar 1861 seine Abspaltung von der Union und war einer der sieben ursprünglichen Konföderierten Staaten, die die größten Sklavenhalterstaaten der Nation darstellten. Nach dem Bürgerkrieg wurde er am 23. Februar 1870 wieder in die Union aufgenommen. Die politische und soziale Landschaft Mississippis wurde durch den Bürgerkrieg, die Zeit der Reconstruction und die Bürgerrechtsbewegung stark geprägt, wobei der Staat eine zentrale Rolle im Kampf für die Bürgerrechte spielte. Vom Ende des Bürgerkriegs bis in die 1960er Jahre wurde Mississippi von sozial konservativen und segregationistischen Südstaatendemokraten dominiert, die sich der Aufrechterhaltung der weißen Vorherrschaft verschrieben hatten.
Trotz des Fortschritts hat Mississippi nach wie vor mit Herausforderungen in den Bereichen Gesundheit, Bildung und wirtschaftliche Entwicklung zu kämpfen und rangiert in den USA oft auf den hinteren Plätzen, wenn es um Wohlstand, die Qualität der Gesundheitsversorgung und den Bildungsstand geht. Wirtschaftlich stützt sich Mississippi weiterhin auf die Landwirtschaft, sowie das verarbeitende Gewerbe und setzt einen zunehmenden Schwerpunkt auf den Tourismus, der durch seine Kasinos und historischen Stätten hervorgehoben wird. Mississippi produziert mehr als die Hälfte der landesweit in Farmen gezüchteten Welse und ist ein Spitzenproduzent von Süßkartoffeln, Baumwolle und Zellstoffholz. Weitere Wirtschaftszweige sind die verarbeitende Industrie, Versorgungsunternehmen, das Transportwesen und das Gesundheitswesen.
Mississippi ist bekannt für seine tiefen religiösen Wurzeln, die im Leben seiner Bewohner eine zentrale Rolle spielen. Der Staat gehört zu den Staaten mit der höchsten Religiosität in den USA. Mississippi ist auch dafür bekannt, der Staat mit dem höchsten Anteil an afroamerikanischen Einwohnern zu sein. Die Regierungsstruktur des Staates basiert auf der traditionellen Gewaltenteilung, wobei die politischen Trends eine starke Ausrichtung auf konservative Werte zeigen. Mississippi verfügt über ein reiches kulturelles Erbe, vor allem im Bereich der Musik. Der Staat ist die Wiege des Blues und hat wesentlich zur Entwicklung der Musik in den Vereinigten Staaten insgesamt beigetragen.

## Geografie
Mississippi liegt östlich des gleichnamigen Flusses an dessen Unterlauf. Das Gebiet ist größtenteils flach mit einigen niedrigen Erhebungen im äußersten Nordosten. Im Süden hat der Staat eine schmale Küste zum Golf von Mexiko. Mississippi grenzt an die US-Bundesstaaten Tennessee im Norden, Alabama im Osten, und auf der westlichen Seite des Flusses Mississippi liegen Arkansas und Louisiana. Neben dem dominierenden Mississippi ist auch einer seiner Zuflüsse, der Yazoo River, von Bedeutung. 

### Gliederung
- Liste der Countys in Mississippi

### Klima
Mississippi kann in die subtropische Zone eingeordnet werden, mit milden Wintern und sehr warmen Sommern. Im Sommer ist die Niederschlagsmenge größer als im Winter. Für bleibenden Schnee ist es im Winter (9 °C bis 18 °C) zu warm.

## Bevölkerung

### Demografie

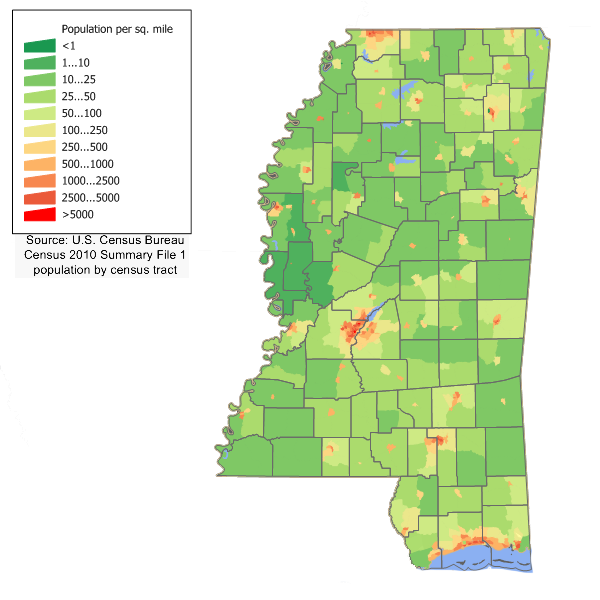
Bevölkerungsdichte

Mississippi hat 2.967.297 Einwohner (Census 2010), davon sind 57,3 Prozent Weiße, 37,5 Prozent Schwarze und Afroamerikaner, 0,6 Prozent Indianer, 1,0 Prozent Asiaten, 3,0 Prozent Hispanics. Mississippi ist der Bundesstaat mit dem höchsten Anteil an Afroamerikanern.
Die Lebensbedingungen der Einwohner von Mississippi sind im Vergleich zu anderen Bundesstaaten eher schlecht. In den Bereichen Armut, Zugang zu guter gesundheitlicher Versorgung, Bildung und Lebenserwartung belegte der Bundesstaat 2009 den schlechtesten Platz innerhalb der Vereinigten Staaten. Einer von fünf Menschen lebt unterhalb der nationalen Armutsgrenze, die 2010 bei 22.000 US-Dollar für eine vierköpfige Familie lag. In einigen Countys leben bis zu 48 Prozent der Bevölkerung unterhalb dieser Armutsgrenze.

### Religionen
Die wichtigsten Religionsgemeinschaften im Jahr 2000:
- 916.440 Southern Baptist Convention
- 240.576 United Methodist Church
- 115.760 Katholische Kirche

Es gibt viele andere, vor allem protestantisch geprägte Konfessionen.

### Bildung
Die wichtigsten staatlichen Universitäten in Mississippi sind die Mississippi State University in Starkville, die University of Mississippi in Oxford sowie die University of Southern Mississippi in Hattiesburg.

### Größte Städte
| Ort          |              |  |         | Einwohner |
| Jackson      | Jackson      |  | 153.701 | 153.701   |
| Gulfport     | Gulfport     |  | 72.926  | 72.926    |
| Southaven    | Southaven    |  | 54.648  | 54.648    |
| Biloxi       | Biloxi       |  | 49.449  | 49.449    |
| Hattiesburg  | Hattiesburg  |  | 48.730  | 48.730    |
| Olive Branch | Olive Branch |  | 39.711  | 39.711    |
| Tupelo       | Tupelo       |  | 37.923  | 37.923    |
| Meridian     | Meridian     |  | 35.052  | 35.052    |
| Greenville   | Greenville   |  | 29.670  | 29.670    |
| Clinton      | Clinton      |  | 28.100  | 28.100    |
| Madison      | Madison      |  | 27.747  | 27.747    |
| Pearl        | Pearl        |  | 27.115  | 27.115    |
| Horn Lake    | Horn Lake    |  | 26.736  | 26.736    |
| Oxford       | Oxford       |  | 25.416  | 25.416    |
| Brandon      | Brandon      |  | 25.138  | 25.138    |
| Starkville   | Starkville   |  | 24.360  | 24.360    |
| Ridgeland    | Ridgeland    |  | 24.340  | 24.340    |
| Vicksburg    | Vicksburg    |  | 24.084  | 24.084    |
| Census 2020  |              |  |         |           |

## Geschichte

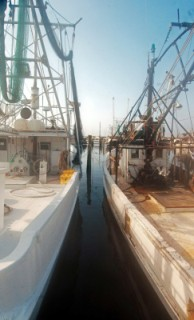
Fischerboote in Biloxi

Traditionell wurde das Gebiet des heutigen Mississippi von Natchez, Caddo, Chickasaw und Choctaw bewohnt. Die ersten Europäer, die das Gebiet betraten, waren die Expeditionsteilnehmer mit Hernando de Soto. Die erste europäische Ansiedlung war französisch und in der Gegend von Biloxi.

### 18. Jahrhundert
Ausgehend von New Orleans stießen die französischen Kolonisten weiter ins Territorium des heutigen Staates vor. Dabei kam es immer wieder zu Auseinandersetzungen mit den Natchez. 1729 schließlich kam es zu einer militärischen Konfrontation, in deren Folge die Natchez fast ausgerottet wurden, die Franzosen aber das Staatsgebiet ebenfalls verließen.
1763 kam das Gebiet östlich des Mississippi River an Großbritannien. Die südliche Gegend profitierte ökonomisch noch stark von den Franzosen in New Orleans. Sie brachten ebenso die Holzindustrie in die Gegend wie Viehzucht, viele Früchte, Reis, Tabak, Indigo und eine bestimmte wertvolle Baumwollart, die ursprünglich aus Siam stammte. Aus ihren karibischen Kolonien brachten die Franzosen auch das Plantagensystem mit Sklavenarbeit ins Land.
Größere Siedlerzahlen kamen aber erst mit den Briten nach Mississippi. Zuerst bekamen Veteranen des Franzosen- und Indianerkriegs dort Land zugesprochen. Es handelte sich also von Anfang an um eine Migration aus wirtschaftlichen Gründen von Menschen mit einem größtenteils mittelständischen Hintergrund. Die Siedler gründeten als erste Stadt Natchez. Infolge des von den Siedlern in Mississippi größtenteils abgelehnten Amerikanischen Unabhängigkeitskrieges fiel das Gebiet an Spanien. Die spanische Krone wollte ihren Einfluss sichern und gewährte den Siedlern der Gegend deshalb viele Privilegien: Steuerfreiheit, einen festen hohen Preis für angebauten Tabak und eine großzügige Landvergabe an Neusiedler. Die Siedler reagierten darauf, indem sie erstmals nennenswerte Mengen an Sklaven anschafften und sich gleichzeitig im Vertrauen auf die hohen Tabakpreise verschuldeten.
Als die Tabaksubventionen schließlich eingestellt wurden, sahen sich die meisten Siedler von plötzlicher Armut bedroht. Erst nach diversen Experimenten kamen sie darauf, im großen Stil Baumwolle anzubauen, die schließlich zur bestimmenden Ertragsbasis der Südstaatenökonomie werden sollte. Begünstigt wurde der Erfolg zum einen durch die Erfindung der Egreniermaschine durch Eli Whitney, zum anderen durch schwere Sklavenaufstände und Rassenunruhen, die den primären Produzenten der damaligen Zeit, Santo Domingo lähmten. Um 1800 hatten die meisten Plantagen im südlichen Mississippi auf Baumwolle umgestellt.
Während der Präsidentschaft von Andrew Jackson wurden die Muskogee, die Chickasaw und die Choctaw, die noch im Staat lebten, vertrieben. Die erzwungene Umsiedlung in das Indianerterritorium auf dem Gebiet des heutigen Bundesstaat Oklahoma wurde als Pfad der Tränen (Trail of tears) bekannt. Vor allem im Norden und Osten Mississippis wurden auf diese Weise große Flächen zur Besiedlung durch Europäer frei. Fast alle Siedler waren bereits vorher in den USA angesiedelt; sie hofften in Mississippi auf ein wirtschaftliches Weiterkommen durch freies und sehr fruchtbares Land im Staat sowie durch die Anbindung an den Mississippi River und damit auch an die europäischen Märkte.

### 19. Jahrhundert
Der Staat Mississippi wurde am 10. Dezember 1817 als 20. Staat in die Union aufgenommen. Vor dem Bürgerkrieg war Mississippi der größte Produzent von Baumwolle in den USA.
Mississippi erlebte in den 1830er Jahren einen Wirtschaftsboom. Dieser Aufschwung wurde zusätzlich noch durch den schuldenfinanzierten Ausbau der Verkehrswege befördert. 1840 war die Staatsverschuldung Mississippis daher deutlich angestiegen. Auch wenn die Schuldenstandsquote von 16 Prozent der Wirtschaftsleistung deutlich niedriger lag als etwa in Florida mit 77 Prozent, meldete Mississippi 1840 infolge der Wirtschaftskrise drei Jahre zuvor Staatsbankrott an und bediente seine Staatsanleihen nicht weiter.
Etwa ab den 1840er Jahren übertraf die afroamerikanische Bevölkerung zahlenmäßig die weiße Bevölkerung. Diese Konstellation hielt über fast ein Jahrhundert an. Erst ab den 1940er Jahren hatten die Weißen wieder ein zahlenmäßiges Übergewicht. Ungeachtet dessen konzentrierte sich die politische Macht in dieser Zeit ausschließlich in den Händen der Weißen. 
Am 9. Januar 1861 sagte sich Mississippi als zweiter Staat nach South Carolina von der Union los. Jefferson Davis, der Präsident der Konföderierten Staaten von Amerika, war Bürger Mississippis. Bis heute spielt dieser Teil der Geschichte eine wichtige Rolle in der Selbstwahrnehmung. In Mississippi fand 1863 die Schlacht um Vicksburg statt. In Vicksburg, das sich am 4. Juli den Unionstruppen ergeben musste, wurde der Unabhängigkeitstag bis lange nach dem Zweiten Weltkrieg von den meisten Einwohnern und von einigen bis heute nicht gefeiert. Erwähnenswert ist, dass Mississippi den 13. Zusatzartikel zur Verfassung der Vereinigten Staaten, mit dem die Sklaverei in allen amerikanischen Bundesstaaten abgeschafft wurde, 1865 ablehnte. Diese Ratifizierung wurde erst 1995 nachgeholt. Wegen eines Formfehlers war die Ratifizierung erst ab Februar 2013 gültig. Nach dem Ende der Reconstruction war der Bundesstaat unter den Südstaaten Vorreiter beim Schaffen einer neuen Verfassung, die die „weiße Vorherrschaft“ festschrieb. So wurden in der 1890 verabschiedeten Verfassung Auflagen für das Wahlrecht gesetzt, die die Afroamerikaner, zu dieser Zeit die Bevölkerungsmehrheit, systematisch von der Ausübung des Stimmrechts ausschlossen.

### 20. Jahrhundert
Mississippi war im 20. Jahrhundert Schauplatz von sogenannten Rassenunruhen (“race riots”). Zahlreiche Schwarze wurden gelyncht, ohne dass die Täter dafür belangt wurden. Aufgrund der schlechten wirtschaftlichen Bedingungen und der fehlenden rechtlichen Sicherheit wanderten viele Schwarze zwischen 1910 und 1970 in die Nordstaaten ab. Theodore G. Bilbo, zweimaliger Gouverneur des Staates (von 1916 bis 1920, von 1928 bis 1932) und von 1935 bis 1947 Senator des Bundesstaates Mississippi, war ein rabiater Verfechter der Überlegenheit der weißen Rasse und setzte sich unter anderem dafür ein, den Lynchmord zu legalisieren – allerdings ohne Erfolg. Ebenfalls äußerte er sich antisemitisch.
1956 wurde das Southern Manifesto aufgesetzt, ein Protestschreiben gegen die Rassenintegration, das auch von zahlreichen Politikern Mississippis unterschrieben wurde. 1962 kam es zu Unruhen, die als Ole Miss Riots bekannt wurden. Im Zuge der Ermittlungen zu den Morden an drei Bürgerrechtlern fanden die Behörden weitere Leichen ermordeter Schwarzer in Neshoba County. In diesem Zusammenhang weigerte sich der Gouverneur Mississippis, Paul B. Johnson junior, mit den Behörden zusammenzuarbeiten, und verdächtigte die vermissten Aktivisten, sich in Kuba aufzuhalten.
1966 schaffte Mississippi als letzter Staat in den USA die Prohibition ab.
Der Bundesstaat blieb aus Sicht der Kämpfer für die Gleichberechtigung einer der rückständigsten.
Am 12. Juni 1967 zwang eine Entscheidung des Obersten Gerichtshofes der USA Mississippi dazu, die bisher hier gesetzlich verbotene Mischehe zuzulassen; der Bundesstaat war einer der 16 Nachzügler.
Am 17. August 1969 traf der Hurrican Camille auf die Küste Mississippis, er hinterließ 248 Tote und richtete Schäden in Höhe von 1,5 Milliarden US-Dollar an. Am 16. März 1995 ratifizierte Mississippi als letzter Bundesstaat der Vereinigten Staaten den 13. Verfassungszusatzes zur Abschaffung der Sklaverei; weil der Beschluss dem Federal Register lange nicht zugestellt wurde, wurde er aber offiziell erst am 7. Februar 2013 gültig.

### 21. Jahrhundert

Flagge Mississippis 1894 bis 2020

Ende August 2005 löste der Hurrikan Katrina enorme Zerstörungen mit jahrelangen Folgen aus.
Im Juni 2020 beschlossen die Abgeordneten von Mississippi im Zuge der Rassismusdebatte infolge des Todes von George Floyd, sich nach 126 Jahren von der alten Staatsflagge zu trennen. Die Flagge enthielt die Kriegsflagge der Konföderierten Staaten von Amerika, was in Mississippi in den letzten 20 Jahren auf immer größere Ablehnung gestoßen war. Vom 30. Juni bis zur Annahme eines neuen Entwurfes besaß der Bundesstaat keine offizielle Flagge. Am 3. November 2020 stimmten die Bürger von Mississippi im Rahmen der Präsidentschaftswahl über die Entwürfe für eine neue Staatsflagge ab.

## Politik
| Jahr | Republikaner    | Demokraten      |
| ---- | --------------- | --------------- |
| 2024 | 60,83 % 747.744 | 37,96 % 466.668 |
| 2020 | 57,60 % 756.706 | 41,06 % 539.384 |
| 2016 | 57,86 % 700.714 | 40,06 % 485.131 |
| 2012 | 55,29 % 710.746 | 43,79 % 562.949 |
| 2008 | 56,17 % 724.597 | 43,00 % 554.662 |
| 2004 | 59,44 % 684.981 | 39,75 % 458.094 |
| 2000 | 57,62 % 573.230 | 40,70 % 404.964 |
| 1996 | 49,21 % 439.838 | 44,08 % 394.022 |
| 1992 | 49,68 % 487.793 | 40,77 % 400.258 |
| 1988 | 59,89 % 557.890 | 39,07 % 363.921 |
| 1984 | 61,85 % 581.477 | 37,46 % 352.192 |
| 1980 | 49,42 % 441.089 | 48,09 % 429.281 |
| 1976 | 47,68 % 366.846 | 49,56 % 381.309 |
| 1972 | 78,20 % 505.125 | 19,63 % 126.782 |
| 1968 | 13,52 % 88.516  | 23,02 % 150.644 |
| 1964 | 87,14 % 356.528 | 12,86 % 52.618  |
| 1960 | 24,67 % 73.561  | 36,34 % 108.362 |

Der Staat Mississippi wird von vielen Ostküstenamerikanern als „The Lost South“ bezeichnet. Der Staat im tiefen Süden hat das geringste Pro-Kopf-Einkommen aller US-Bundesstaaten, allerdings auch die geringsten Lebenshaltungskosten. Der aktuelle (2013) Bericht des American Legislative Exchange Council zu den wirtschaftlichen Aussichten der Bundesstaaten sieht Mississippi auf Platz 10. Mississippi gilt politisch wie auch gesellschaftlich als konservativ. Nach einer Umfrage des Gallup Organization ist Mississippi der konservativste aller US-Staaten. 50,5 % der Befragten bezeichneten sich als konservativ. Eine Umfrage vor der Präsidentenwahl 2012 ergab, dass ca. 50 % der aktiven Wähler glaubten, Barack Obama sei ein Muslim. Nach dessen Wiederwahl demonstrierten Studenten der Universität von Mississippi mit rassistischen Sprechchören gegen den alten und neuen Präsidenten. 2012 wurde in Jackson die letzte Klinik geschlossen, die Abtreibungen erlaubte. 2012 ergab eine Umfrage, dass 29 % der möglichen Wähler der Republikanischen Partei der Meinung sind, dass gemischtrassige Ehen verboten werden sollten. Der Staat Mississippi schreibt in seiner Verfassung vor, dass jeder, der ein öffentliches Amt bekleide, an Gott glauben müsse, jedoch hat dieses Gesetz faktisch keinen Bestand mehr. Eine Umfrage ergab, dass 66 % der Bürger Mississippis nicht an die Evolutionstheorie glauben. Im April 2016 wurde im Senat und Repräsentantenhaus des Staates Mississippi ein Gesetz verabschiedet, das es Geschäftsleuten und Staatsbediensteten künftig erlaubt, Homosexuellen mit Verweis auf ihren Glauben ihren Dienst zu verweigern.
Der Staat Mississippi ist aber auch ein Land der Gegensätze. Hier gibt es immer noch wie vor 150 Jahren eine Pflanzeraristokratie, die nach wie vor riesige Plantagen ihr Eigen nennt. Die ehemaligen afro-amerikanischen Landarbeiter, die mittlerweile von Maschinen ersetzt worden sind, leben größtenteils in extremer Armut. In Mississippi traten einige Demokraten, wie in den meisten anderen Südstaaten auch, teilweise bis in die 1980er Jahre offen für die Rassentrennung ein. Trotz der bis in die 1980er Jahre währenden Überlegenheit der Demokraten bei Gouverneurs- und Senatswahlen gaben die Demokraten ihre führende Rolle im Solid South bei Präsidentschaftswahlen bereits 1960 ab. John F. Kennedy entsprach damals nicht den Vorstellungen eines WASP. Außerdem galt er in Rassenfragen aus ihrer Sicht als zu gemäßigt. Daher gaben die Wahlmänner Mississippis ihre Stimmen im Electoral College geschlossen für Harry F. Byrd ab, einen demokratischen Senator aus Virginia, der zwar nicht kandidiert hatte, aber im Gegensatz zu Kennedy eindeutig auf der Rassentrennung bestand. Nach dieser Wahl gewann Jimmy Carter 1976 als letzter Demokrat in Mississippi; seitdem sind die Demokraten nur in Wahlbezirken mit schwarzer Bevölkerungsmehrheit (Bennie Thompson) oder durch quasi-republikanisches Wahlverhalten (Gene Taylor) punktuell erfolgreich gewesen.
Der Staat stellte bereits profilierte Republikaner im Kongress, etwa den langjährigen Mehrheitsführer der Republikaner im US-Senat, Trent Lott. Im Electoral College stellt Mississippi seit 2004 sechs Wahlmänner. Davor waren es 1960 acht und zwischen 1964 und 2000 sieben Wahlmänner.

### Gouverneure
- Liste der Gouverneure von Mississippi
- Liste der Vizegouverneure von Mississippi

### Kongress
- Liste der US-Senatoren aus Mississippi
- Liste der Mitglieder des US-Repräsentantenhauses aus Mississippi

### Mitglieder im 119. Kongress
|  | Name                   | Mitglied seit | Parteizugehörigkeit |
|  | ---------------------- | ------------- | ------------------- |
|  | John Trent Kelly       | 2015          | Republikaner        |
|  | Bennie Gordon Thompson | 1993          | Demokrat            |
|  | Michael Patrick Guest  | 2019          | Republikaner        |
|  | Mike Ezell             | 2023          | Republikaner        |

|  | Name                   | Mitglied seit | Parteizugehörigkeit |
|  | ---------------------- | ------------- | ------------------- |
|  | Roger Frederick Wicker | 2007          | Republikaner        |
|  | Cindy Hyde-Smith       | 2018          | Republikaner        |

### Todesstrafe
In Mississippi kann die Todesstrafe verhängt werden. Die bisher letzte Hinrichtung fand 2022 statt.
Anzahl der Hinrichtungen pro Jahr:
| Jahr   | 1983 | 1987 | 1989 | 2002 | 2005 | 2006 | 2008 | 2010 | 2011 | 2012 | 2021 | 2022 | Summe |
| ------ | ---- | ---- | ---- | ---- | ---- | ---- | ---- | ---- | ---- | ---- | ---- | ---- | ----- |
| Anzahl | 1    | 2    | 1    | 2    | 1    | 1    | 2    | 3    | 2    | 6    | 1    | 1    | 23    |

## Wirtschaft und Infrastruktur
Mississippi ist das wirtschaftliche Schlusslicht der USA. Das reale Bruttoinlandsprodukt pro Kopf (engl. per capita GDP) lag im Jahre 2016 bei 36.029 Dollar (nationaler Durchschnitt der 50 US-Bundesstaaten: 57.118 Dollar; nationaler Rangplatz: 50). Die Arbeitslosenrate lag im November 2022 bei 3,9 %.
Wichtige Wirtschaftszweige sind:
- Anbau von Baumwolle, Mais, Weizen, Reis, Sojabohnen
- Erdöl-, Erdgasförderung
- Holzwirtschaft
- Möbelindustrie
- Nahrungsmittelindustrie
- Papierindustrie
- Rinderzucht
- Computerindustrie

### Glücksspiel
Mississippi war der dritte Staat der USA, der das Glücksspiel im 20. Jahrhundert wieder zuließ. Seit 1990 entwickelte sich die nach Nevada zweitgrößte Glücksspielindustrie der USA, die sich in Biloxi konzentrierte, sich inzwischen aber die gesamte Golfküste entlang erstreckt. Im Jahr 1997 betreuten etwa 30.000 Angestellte in 29 Casinos 33.876 Spielautomaten und 1.370 Tischspiele. Mississippi kann dabei auf eine lange Erfahrung mit illegalem Glücksspiel zurückgreifen: seit den 1960er Jahren betrieb die sogenannte Dixie Mafia bereits große und gut gehende Casinos, das Ausmaß illegalen Glücksspiels in Biloxi überstieg das von Atlantic City. Seit 1990 ist das Glücksspiel auf Schiffen legal. Die Schiffe müssen dafür an einem Kai festgemacht sein und selbsttätig schwimmen, echte Seetüchtigkeit hingegen ist nicht vonnöten. Den Schiffen ist es sogar verboten, sich loszumachen. Hurrikan Katrina allerdings traf die Bootscasinos so schwer, dass sich die Industrie seitdem immer noch in einer Erholungsphase befindet.

### Entwicklung
Im September 2012 wurde mit dem Beschluss der Regierung eines Wirtschaftsprogramms der Begriff des Golden Triangle geschaffen, um die Wirtschaft der Region zu fördern und wirtschaftliche Entwicklungen voranzutreiben.

## Kultur
Mississippi ist sehr ländlich geprägt, Kirchen (insbesondere fundamentalistisch-baptistische) spielen eine bedeutende Rolle im sozialen Leben der meisten Gemeinden.

### Musik
Mehrere bekannte Blues- und Rock-’n’-Roll-Künstler stammen aus Mississippi. Häufig gelang ihnen der Durchbruch in Städten, die zwar außerhalb Mississippis, jedoch unmittelbar hinter der Grenze des Bundesstaats liegen, so etwa in New Orleans/Louisiana oder in Memphis/Tennessee. Der bekannteste aus Mississippi stammende Interpret ist Elvis Presley.